# 라스베이거스 스트립

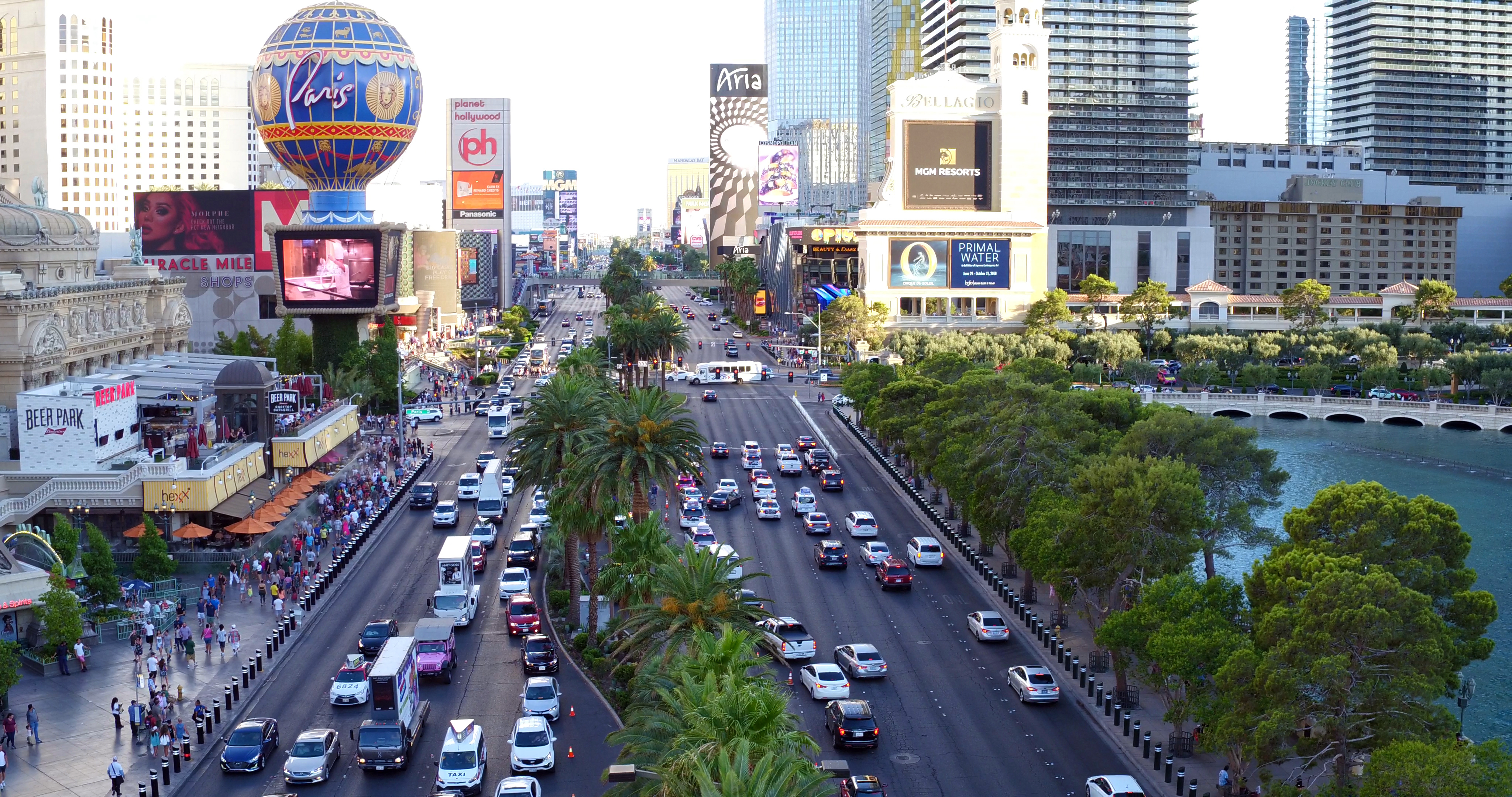

라스베이거스 스트립(Las Vegas Strip)은 네바다주 클라크군에 라스베가스 대로 남부의 대략 6.1km로 이어진 구간이다. 스트립은 패러다이스와 윈체스터에 걸쳐 있으며, 라스베이거스에 속하지 않는다.
최대 규모의 호텔, 카지노와 세계의 리조트 대부분은 세계에서 유명한 라스베이거스 스트립에 위치해있다.

## 같이 보기
- 라스베이거스
- 라스베이거스 불러바드
- 웰컴 투 패뷸러스 라스베이거스